# 波拉河
波拉河是俄羅斯的河流，位於特维尔州和諾夫哥羅德州，河道全長267公里，流域面積7,420平方公里。波拉河發源自瓦爾代高地西北部，最終注入伊爾門湖。